# Mitología china
La mitología china es el conjunto de relatos fantásticos cohesionados de la cultura de la antigua China. Muchas de sus leyendas toman lugar durante el período de los tres augustos y cinco emperadores. Mucho de la mitología China es única, aunque comparte bastante con Japón y Corea, debido a su influencia en la antigüedad.

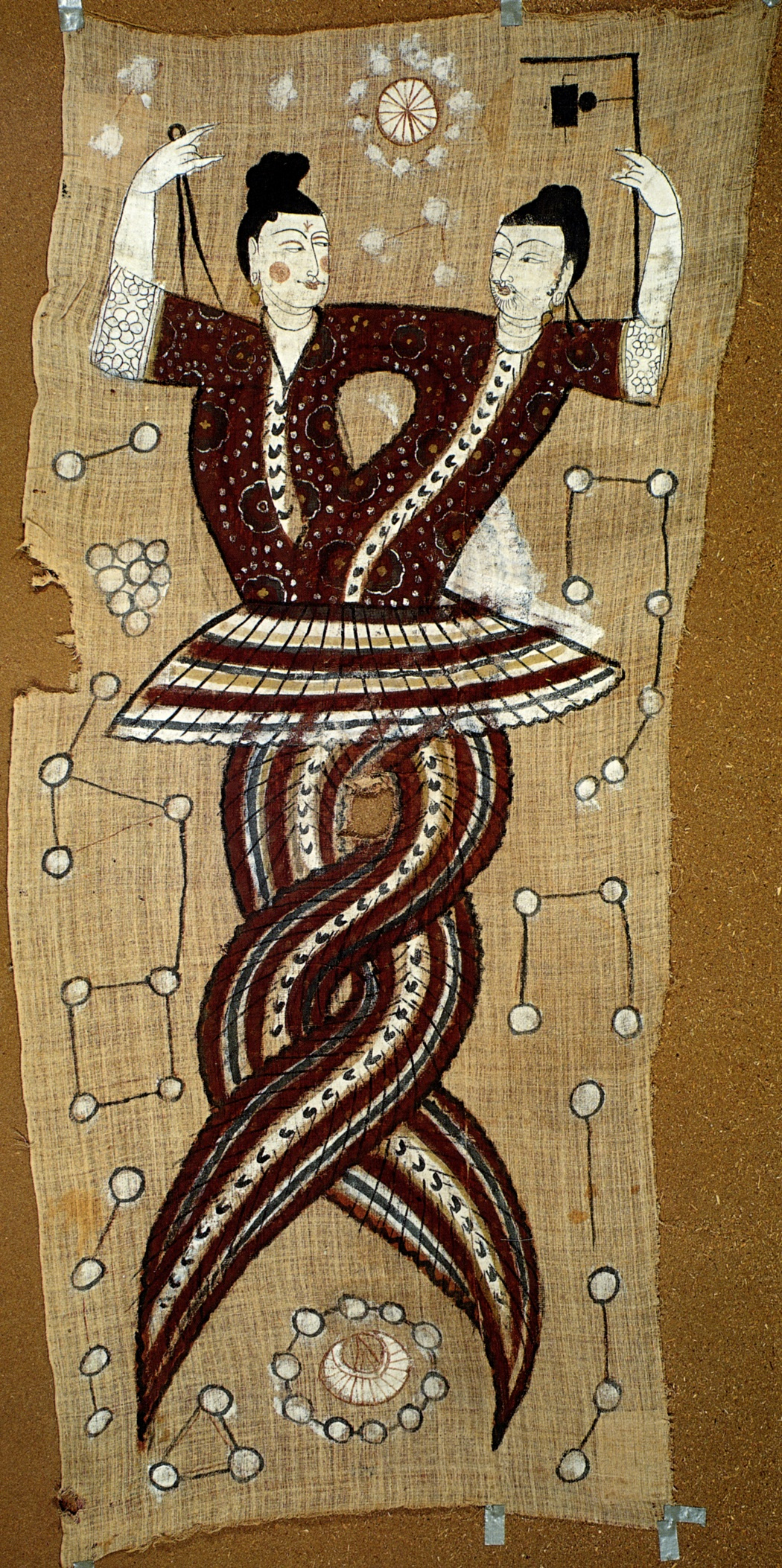
Nüwa y Fuxi, personajes de la mitología china.

La Mitología China se conoce gracias a textos que datan esencialmente de la dinastía Han. Al no tener más de 2000 años de antigüedad, estos escritos apenas pueden clasificarse como recientes. A veces reinterpretaron la mitología de acuerdo con sus concepciones filosóficas. De este modo, transformaron a los más importantes dioses en soberanos virtuosos que reinaban en tiempos antiguos. También asociaron a sus dioses con las cinco direcciones (es decir, los cuatro puntos cardinales y el centro) según una cosmología elaborada durante la Antigüedad temprana.

## Mitos
No existen libros dedicados a Mitología en la antigua China. Los mitos se encuentran recogidos en múltiples obras de Historia, Filosofía o Poesía, en forma de menciones a personajes mitológicos y los hechos o leyendas que se les atribuyen. También hay que considerar que esta multitud de obras, de distintas dinastías,  no solo pertenecen a la Religión tradicional china, sino que igualmente pertenecen a diversas corrientes de pensamiento (Taoísmo, Confucianismo, Legismo y Moísmo, principalmente). Así la mitología tradicional china destaca por su influencia en la mitología taoísta y su aporte a la mitología budista china.

### La Creación

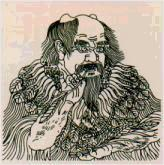
Shennong.

Una característica única de la cultura china es la relativamente tardía aparición en la literatura de los mitos sobre la Creación, que lo hacen tras la fundación del confucianismo, el taoísmo y las religiones populares. Las historias tienen varias versiones, a veces contradictorias entre sí. Por ejemplo, la creación de los primeros seres es atribuida a Shangdi, Tian (el cielo), Nüwa, Pangu, Los Tres Puros, o el Emperador de Jade.
En todo el Extremo Oriente y Oceanía, existía un dualismo cosmológico oponiéndose dos principios, por una parte la luz, el sol y el fuego, por otra parte la oscuridad, la luna y el agua. Generalmente, un pájaro representaba al primer principio. En China, se trataba de un cuervo. El pájaro solar es uno de los temas privilegiados de la dinastía Shang, la primera dinastía china cuya existencia se certifica por medio de la arqueología. Una serpiente, como un animal acuático, representaba al segundo principio. La madre de Shun, uno de los soberanos míticos de China, pertenecía al clan de la serpiente, y su padre pertenecía al clan del pájaro. Por lo tanto, Shun era resultante de la unión de los dos principios. Este mito ilustra también el totemismo de la antigua sociedad china, según el cual cada clan tenía un animal antepasado, así como la exogamia, que exigía que los esposos fueran provenientes de clanes diferentes.
Xiè era el antepasado de Shang y su madre se llamaba Jiandi. Un día, fue a bañarse con sus sirvientes en el río de la colina oscura. Un pájaro negro (probablemente una golondrina o un cuervo) pasó llevando un huevo multicolor en su pico. Lo dejó caer. Jiandi lo tomó y lo puso en su boca, pero lo tragó por descuido. Tras esto, concibió a Xie. En este relato, se trata de una forma particular de la unión de los dos principios cósmicos, puesto que este mito hace intervenir por una parte al agua y a la oscuridad, y por otra parte un pájaro.
Shangdi (上帝), aparece en la literatura hacia el 700 a. C. o antes (la fecha depende de la datación del Shujing, el "Clásico de la Historia"). Shangdi parece tener los atributos de una persona, pero no se le identifica como creador hasta la dinastía Han.
La aparición de Tian (天), el Cielo, en la literatura presenta el mismo problema que Shangdi, dependiendo también de la fecha del Shujing. Las cualidades del Cielo y de Shangdi parecen unirse en la literatura posterior hasta ser adorados como una sola entidad (皇天上帝), por ejemplo en el Templo del Cielo de Pekín. La identificación de los límites entre uno y otro, todavía no ha sido resuelta.
Nüwa aparece en torno al año 350 a. C. Su compañero es Fuxi y a veces se los adora como los ancestros últimos de la humanidad.
Pangu aparece en la literatura no antes del año 200 de nuestra era. Fue el primer creador. Al comienzo sólo había un caos sin forma del que surgió un huevo de 18 000 años. Cuando las fuerzas yin y yang estaban equilibradas, Pangu salió del huevo y tomó la tarea de crear el mundo. Dividió el yin y el yang con su hacha. El yin, pesado, se hundió para formar la tierra, mientras que el Yang se elevó para formar los cielos. Pangu permaneció entre ambos elevando el cielo durante 18 000 años, tras los cuales descansó. De su respiración surgió el viento, de su voz el trueno, del ojo izquierdo el sol y del derecho la luna. Su cuerpo se transformó en las montañas, su sangre en los ríos, sus músculos en las tierra fértiles, el vello de su cara en las estrellas y la Vía Láctea. Su pelo dio origen a los bosques, sus huesos a los minerales de valor, la médula a los diamantes sagrados. Su sudor cayó en forma de lluvia y las pequeñas criaturas que poblaban su cuerpo (pulgas en algunas versiones), llevadas por el viento, se convirtieron en los seres humanos.
El Emperador de Jade ((玉皇), aparece en la literatura después del establecimiento del taoísmo. También se le representa como representante de Yuanshi Tianzun  (元始天尊), o como Huangtian Shangdi (皇天上帝).

### Los Diez Soles Chinos

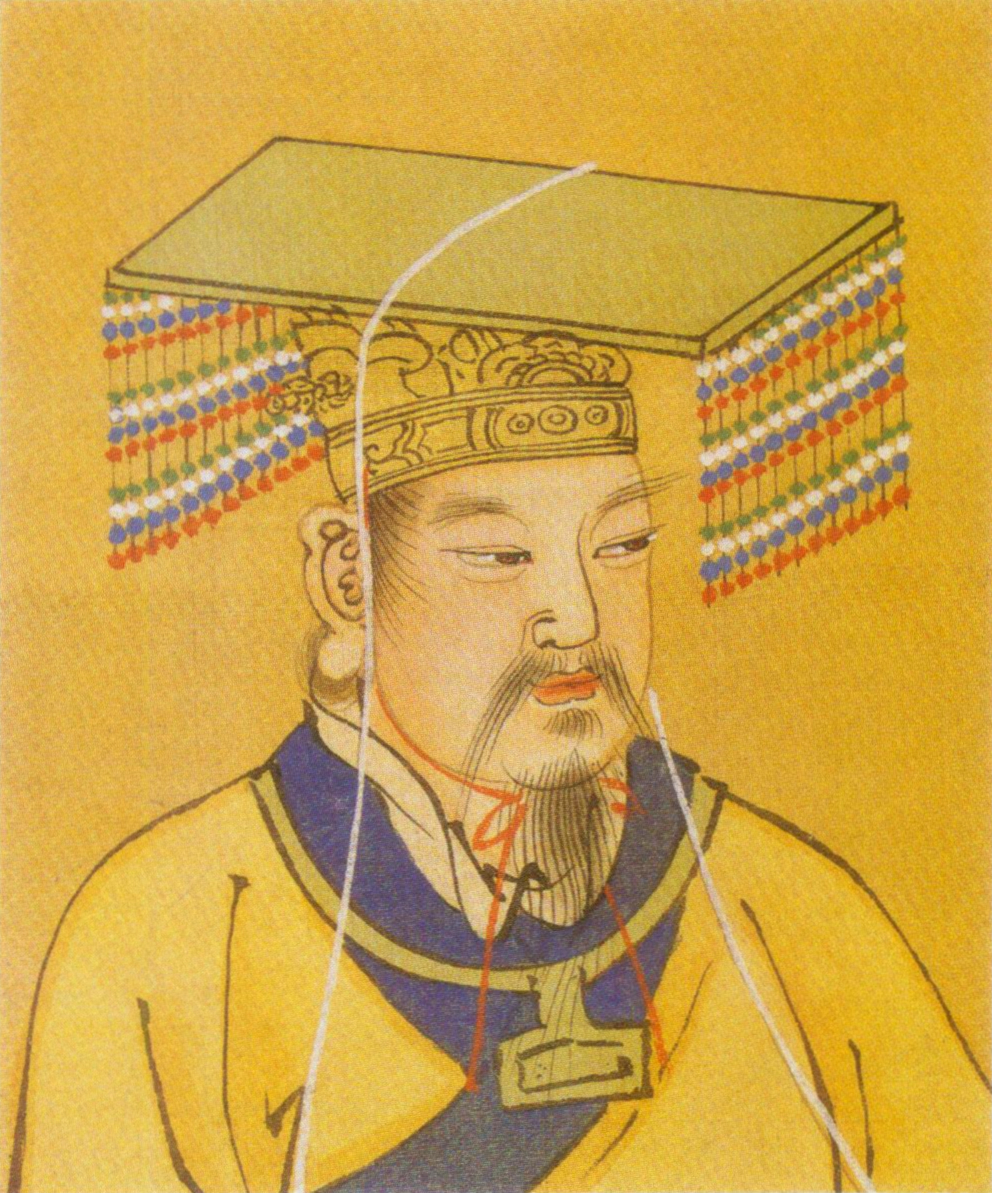
Huang Di.

El sol residía sobre un árbol, llamado Fusang o Kongsang. Por la mañana, se levantaba de este árbol para posarse y dormir sobre otro árbol situado al oeste. En la antigüedad, había diez soles. Un día, estos se levantaron al mismo tiempo, infligiendo a los hombres un calor intolerable. Yi derribó a nueve de ellos con sus flechas, por lo que no permaneció más que uno. Según la mayoría de los textos, el mismo Yao pidió al arquero Yi cortar los soles en vez de derribarlos, pero este es el resultado del cruce de las mitologías chinas e indoeuropeas, ya que Yi es un héroe indoeuropeo. Este mito de los soles múltiples existe en otro pueblo del Extremo Oriente, en Siberia, e incluso en algunos relatos amerindios, prueba de su antigüedad.

### La Gran Inundación
La mitología china comparte con las tradiciones sumerias, griegas, mayas, judaicas y de otros orígenes el mito del Diluvio Universal o gran inundación. En este caso, Yu el Grande, con la ayuda de Nüwa, construyó los canales que consiguieron controlar la inundación y que permitieron a la gente cosechar sus cultivos.

## Deidades

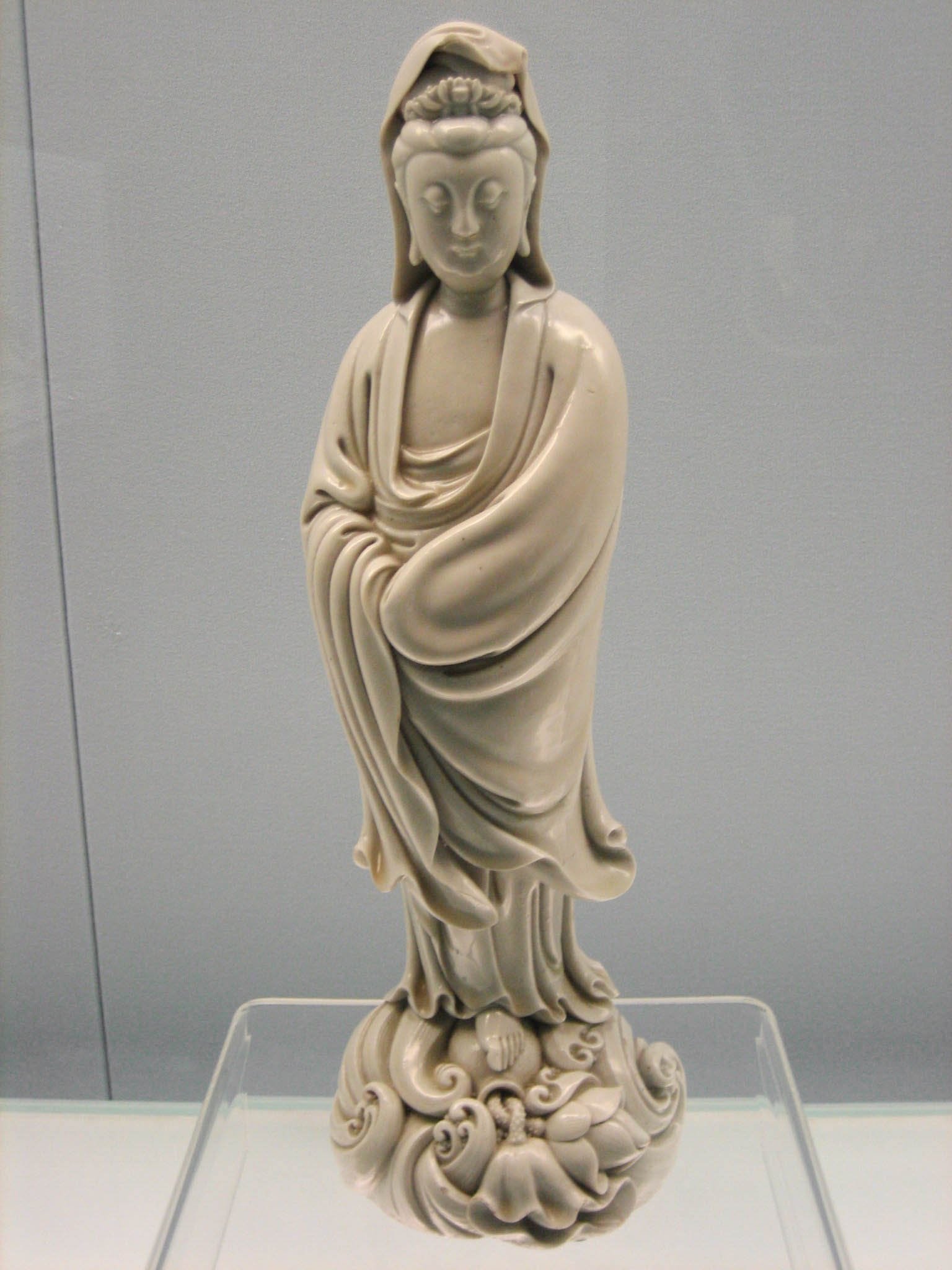
Guan Yin.

- A Xiang (阿香). El conductor de la carroza del Dios del Trueno.
- Baosheng Dadi (保生大帝). Gran Emperador de la vida
- Bi Fang (必方 o 畢方). Dios del fuego.
- Bi Gan (比干) . Dios de la abundancia, quien monta sobre un tigre.
- Cai Shen (財神). Dios de la salud y el bienestar.
- Cangjie. Creó el alfabeto.
- Chang'e (嫦娥). Diosa de la Luna, esposa de Yi.
- Cheng Huang (城隍). Deidades protectoras.
- Che Kung.
- Chi You. Dios guerrero que peleó contra Huang Di. Inventor de las armas de metal.
- Dizang Wang (地藏王菩薩). Salvador de los muertos.
- Dios del Norte (北帝, 真武大帝, Bei Di, Pak Tai).
- Düza Minkar (Wylie: bdud gza smin dkar), consorte de Peharen en  la religión Bön.
- Emperador de Jade. Gobernante del Cielo y de la Tierra. Taoísta.
- Erlang Shen ((二郎神).
- Fei Lian o Feng Bo. Dios del Viento. Enemigo de Shen Yi.
- Fushoulu o Fu Lu Shou, los tres dioses y astros benefactores de la religión china. Sus nombres son Shou Xing, Fu Xing, y Lu Xing; los dioses de la longevidad, éxito y felicidad, respectivamente.
- Fuxi. Hermano o esposo de Nüwa. Se le atribuye la invención de la escritura, la pesca y la caza.
- Gong Gong. Un demonio maligno del agua que destruyó el Monte Buzhou (不周山).
- Guan Gong (關聖帝君). Dios de las Hermandades. Dios del poder marcial.
- Guan Yu fue un general de la milicia bajo el mando de Liu Bei durante la dinastía Han tardía del Este y el Período de los Tres Reinos de la antigua China. Se lo llegó a considerar el dios de la guerra.
- Guan Yin (觀世音菩薩). Diosa de la compasión y la misericordia.
- Hai Re (海若). Dios de los mares.
- Hau Wong.
- Huang Di. El emperador Amarillo, ancestro de toda la civilización china.
- Hung Shing (洪聖).
- Hu Ye (虎爺 "Señor Tigre"), un espíritu guardián.
- Jingzha
- Kam Fa
- Kua Fu (夸父). El perseguidor del sol.
- Kuixing. Dios de las pruebas.
- Hotei, el Buda sonriente. Dios de la felicidad y abundancia, popular deidad Budista.
- Lei Gong (雷公). Dios del trueno.
- Los Tres Puros. La trinidad Daoista, las deidades más altas.
- Los ocho inmortales. He Xiangu (何仙姑), Cao Guojiu (曹國舅), Li Tieguai (鐵拐李), Lan Caihe (藍采和), Lü Dongbin (呂洞賓), Han Xiangzi (韓湘子), Zhang Guo Lao (張果老) y Zhongli Quan (漢鍾離). Taoístas.
- Los Cuatro Reyes Celestiales. Cuatro dioses guardianes budistas.
- Lung Mo (龍母).
- Man Cheong.
- Man Mo.
- Matsu (妈祖). Diosa del mar. También conocida Tianhou (天后, "diosa del cielo").
- Meng Pol (孟婆).
- Muzha.
- Nezha (哪吒).
- Nu Ba. Antigua diosa de la sequía.
- Nüwa. Selló el cielo cuando este estuvo desgarrado utilizando piedras de siete colores. El parche aplicado a los cielos se convirtió en el arcoíris. Se dice que también es quien creó la humanidad.
- Pangu. Separó el cielo de la tierra según unas de las historia sobre la Creación.
- Qi Xi. La muchacha pastora y tejedora.
- Qi Yu.
- Rey Pehar (Wylie: pe har rgyal po). Pehar aparece como deidad protectora de Zhangzhung, el centro de la religión bön.
- Sam Po. Hermana de Matsu.
- Sangpo Bumtri. Es el ser que en la religión Bön hace nacer a los seres de este mundo y desempeña un papel importante en los mitos cosmogónicos.
- Satrig Ersang. un Buda femenino de la religión Bön.
- Shangdi (上帝). (lit. Emperador Supremo).
- Shenlha Ökar ("sacerdote de la sabiduría de la luz blanca") o Shiwa Ökar ("luz blanca pacífica"), una deidad de la luz de la sabiduría y la compasión en la religión Bön.
- Shen Nong. Inventor de la agricultura.
- Shen Yi. El Salvador de China. Un gran arquero.
- Shing Wong (城隍). Diosa responsable de los asuntos de la ciudad.
- Sun Wukong (孫悟空). El Rey Mono de Viaje al Oeste.
- Tam Kung. Dios del mar.
- Tian (天)
- Tu Di Gong (土地公). Dios de la tierra.
- Wong Tai Sin (黃大仙). Dios de la curación.
- Wenchangdi (文昌帝 "Emperador de la cultura"), dios del estudio.
- Xuan Nu, asistió a Huang Di para someter a Chi You.
- Xingtian, luchó contra Huang Di.
- Xi Wangmu (西王母). "La Reina Madre del oeste". Diosa que posee el secreto de la vida eterna.
- Yan Luo (閻羅). Gobernante del infierno (abreviación de 閻魔羅社, del sánscrito Yama Raja).
- Yexia LLaoren (下老人), "Anciano en la Luna".
- Yuk Wong.
- Yu el Grande. Primer emperador de la semilegendaria dinastía Xia. Regula el curso de los ríos para controlar las inundaciones. En algunas versiones es un dragón.
- Zao Shen (灶君|灶神), dios popular de la cocina.
- Zhusheng Niangniang (註生娘娘 "Diosa del Nacimiento"), diosa de la fertilidad.
- Zhong Kui (鍾馗), o Jung Kwae. Personaje con reputación de subyugar a los demonios.
- Zhu Rong. Dios del fuego. Derrotó a Gong Gong.

## Criaturas míticas

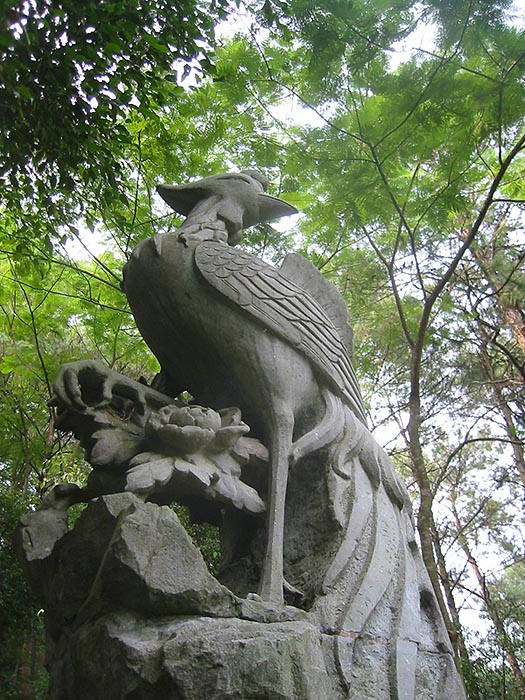
Fenghuang.

### Aves
- Ave de nueve cabezas. Utilizada para asustar a los niños.
- Fenghuang. El fénix chino.
- Ji Guang (吉光).
- Jian (鶼). Tiene un solo ojo y una sola ala. Son dos y dependen una de la otra, por lo tanto son inseparables, representando al marido y mujer (鶼鶼).
- Jingwei (精衛). Trata de llenar el océano con ramas y guijarros.
- Peng (鵬). De tamaño gigante y un terrible poder de vuelo. También conocida como el Roc chino.
- Qing Niao (青鳥). El mensajero de Xi Wangmu.
- Shang-Yang. Un ave de lluvia.
- Su Shuang (鷫鵊). Descrita como pájaro del agua, como la grulla.
- Zhù. Un mal presagio.

### Dragones
- Dilong. El dragón de la tierra.
- Fucanglong. El dragón de los tesoros ocultos.
- Jiao. Otro dragón sin cuernos. Vive en los pantanos. Es el menor de los dragones.
- Li (Dragón sin cuernos). Un dragón menor de los mares. No tiene cuernos.
- Rey Dragón (龙王, lóngwáng).
- Shenlong. El dragón de la lluvia.
- Tianlong. El dragón celestial.
- Yinglong. Un poderoso sirviente de Huang Di.

### Otras criaturas mitológicas
- Baihu. Tigre blanco.
- Ba She. Una serpiente que puede comer elefantes.
- Cabeza de Buey y Cara de Caballo (牛頭馬面). Joven mensajero en los infiernos.
- Chao, el cerdo.
- Iuduan. Puede detectar la verdad.
- Jiang Shi, vampiro chino.
- Kui (夔). Un monstruo de una sola pierna.
- Kun (鯤). Un gigantesco y monstruoso pez.
- Longma. El dragón-caballo, similar al Qilin.
- Nian, la bestia.
- Pixiu (貔貅).
- Qilin (Kirin en japonés). Animal quimérico con diversas variaciones. Originalmente era una jirafa.
- Rui Shi (瑞獅).
- Sun Wukong
- Tao Tie (饕餮). Una especie de gárgola, frecuentemente encontrada en antiguos recipientes de bronce, representando la avaricia. Se dice ser el quinto hijo del dragón y tiene tal apetito que incluso se devora a sí mismo, salvo la cabeza.
- Xiao (魈). Espíritu o demonio de la montaña.
- Yaoguai. Demonios.

## Lugares míticos
- Di Yu (地獄). El infierno de china.
- Fu Sang (扶桑). Una isla mítica, frecuentemente identificada con Japón.
- Long Men (龍門). La puerta del dragón donde las carpas se pueden transformar en dragones.
- Peng lai (蓬萊). El paraíso, una fabulosa isla encantada en el mar de la China Oriental.
- Que Qiao (鵲橋). El puente formado por aves a través de la Vía Láctea.
- Xuan Pu (玄圃). Tierra encantada en la Montaña Kunlun (崑崙).
- Yao Chi (瑤池). Residencia de los inmortales donde vive Xi Wang Mu.